# Вятське (Гагарінський район)
Вятське (рос. Вятское) — присілок Гагарінського району Смоленської області Росії. Входить до складу Серго-Івановського сільського поселення.
Населення — 16 осіб.